# Skillet
Skillet (ˈskilət) — американская христианская рок-группа из города Мемфис, штат Теннесси, основанная в 1996 году. На данный момент группой выпущено двенадцать студийных альбомов, четыре EP и два концертных альбома.
Состав группы: Джон Купер (бас-гитара, вокал) и его жена Кори Купер (ритм-гитара, клавишные, бэк-вокал), а также Джен Леджер (ударные, бэк-вокал), Сет Моррисон (соло-гитара). За двадцать лет состав группы неоднократно менялся. Джон Купер — единственный участник группы первоначального состава.
Альбом Collide в 2005 году был номинирован на премию Грэмми в номинации «Лучший рок госпел альбом», и в 2007 Comatose был номинирован на премию Грэмми за «Лучший рок госпел альбом».

## История группы

### Формирование и первые альбомы (1996—1999 годы)
Основатели группы Skillet: бас-гитарист и вокалист Джон Купер и гитарист Кен Стюарт. Изначально они играли в двух разных христианских группах: Seraph и Urgent Cry. В 1996 году, по совету своего пастора, они вместе выступили на разогреве у группы Fold Zandura и записали несколько совместных демозаписей. Позже, в качестве барабанщика, к Джону и Кену присоединился Трей Макларкин. Примерно через месяц после того, как ребята стали играть вместе, ими заинтересовался лейбл ForeFront Records, и предложил им заключить контракт. Кен и Джон согласились на это предложение, так как давно хотели играть вместе.
Название Skillet (рус. Сковородка) для группы предложил тот же самый пастор, который и посоветовал Кену и Джону создать группу. Такое название должно было символизировать смесь различных музыкальных направлений воедино.
В 1996 году вместе с продюсером Полом Эмберсолдом музыканты записали и выпустили свой дебютный одноимённый альбом. Песни для альбома написали Стюарт и Купер. По словам Кена, идеи для песен они брали из Библии, проповедей, молитв, книг и жизни. Также они говорили, что группа хотела, чтобы Бог смог дотянуться до «заблудившихся» людей через их альбом. Диск был в целом положительно встречен музыкальными критиками, однако не имел коммерческого успеха: альбом не смог попасть ни в один из американских хит-парадов.
В 1997 году Skillet начали запись своего второго альбома, Hey You, I Love Your Soul, который был выпущен в 1998 году. Этот альбом обозначил смену стиля группы — переход от гранжа к более спокойному альтернативному року. Во время турне в его поддержку к Skillet присоединилась жена Джона — Кори Купер, играющая на синтезаторе и электрогитаре.

### Invincible,Alien Youth(1999—2003)
В 1999 году Кен покинул коллектив, чтобы больше времени проводить вместе с семьёй и поступить в колледж. С этого момента Купер становится главным автором песен для группы. Место Стюарта занял гитарист Кевин Халанд. Кори Купер решила остаться в Skillet на постоянной основе. 1 февраля 2000 года группа выпустила свой третий альбом, названный Invincible. Вследствие изменений состава группы изменился и музыкальный стиль: качество пост-индастриала в аудиозаписях стало более явным и современным, также в альбоме присутствовали элементы техно и электронной музыки.
После выхода Invincible Трей покинул коллектив. На его место приходит барабанщица Лори Петерс, которая до этого играла вместе с Кори в христианской группе Alkeme. Спустя семь месяцев после релиза Invincible Skillet выпустили свой первый концертный альбом Ardent Worship, который был записан в стиле богопочитание (worship music). В альбом вошли 10 записей группы с концерта на Chi Music Room в Мемфисе. В записи двух песен, «Safe With You» и «Shout to the Lord», приняли участие бывшие участники Skillet: МакЛаркин и Кен Стюартс. В 2001 году из Skillet уходит Кевин Халанд. Через знакомство с Кори на место покинувшего коллектив Кевина, приходит Бен Касика.
28 августа 2001 года вышел четвёртый альбом группы, получивший название Alien Youth. Он занял 141 место в американском чарте Billboard 200, став тем самым первым альбомом Skillet, который попал в данный чарт. В 2002 и 2003 годах песни «Alien Youth» и «Vapor» были номинированы на премию GMA Dove Award.

### Collide(2003—2005)
С 2002 года Skillet собирали новый материал для записи следующего альбома. Первой песней стала «A Little More».
Над записью альбома с музыкантами группы поработал Пол Эмберсолд, с которым они трудились над дебютом, в знак признательности за то, что они помогли ему в работе с группой Stir на Capital Records, а также помогли группе Dropline.
Пол сам предложил Skillet перебраться на мейнстрим-лейбл Lava. На момент предложения у Skillet не было достаточно средств на новую аудиостудию, но Пола это не волновало. Он просто сам хотел раскрутить группу, которую любил уже несколько лет.
Аудиозапись Savior продержалась на первом месте в хит-параде R&R’s более двух месяцев, и даже на Rock Radio, CMJ и так далее.
25 мая вышел переизданный альбом Collide специально для мейнстрима, с дополнительным треком Open Wounds, который стартовал сразу же со второго места в хит-параде R&R.
Позже Skillet отправились в совместный тур с Saliva.
Весной 2004 года Джон получил премию Dove awards за участие в мюзикле Hero The Rock Opera, постановщиком которого был Эдди Дегармо. Джон для подготовки к своей роли долго работал со знаменитым Питом Стюартом (Pete Stewart, Grammatrain, The Accidental Experiment). Hero The Rock Opera — одно из главных событий в христианской музыке 2003 года.
В марте 2004 года Skillet отправились хедлайнером в совместный тур с 12 Stones, Pillar, Big Dismal, Grits, и каждый из этих христианских коллективов, на тот момент, имел контракт с мейджор-лейблом. Collide стал одним из самых громких событий за последние несколько лет.

### Comatose(2006—2008)
На одном из фестивалей в 2006 году группа прямо со сцены анонсировала свой новый альбом Comatose, который вышел 3 октября 2006 года. Первыми песнями стали «Rebirthing», «Whispers In The Dark» и «The Last Night». Вот что сказал об альбоме Джон Купер: «Как только я оказываюсь на сцене, для меня не важно, сколько человек пришло на концерт, я все равно отдам им все, что смогу. Я постараюсь сделать лучшее шоу, на которое только способен; сумасшедшее шоу. Я взорву их. Думаю, что нам удалось сохранить это чувство в альбоме».
В январе 2008 года Skillet объявили, что Лори Петерс покидает коллектив. Как она сама прокомментировала: «Для меня пришло время начать новую главу в своей жизни». На место Лори в декабре 2007 года приходит молодая барабанщица из Англии Джен Леджер (На момент прихода в Skillet Джен было всего 18 лет).
21 октября 2008 года группа выпускает Comatose Comes Alive на CD и DVD (концертная запись 9 мая 2008, Чаттануга, Теннесси).
В 2009 году Comatose был присуждён золотой статус.

### Awake(2009—2011)
Альбом «Awake» был выпущен 25 августа 2009 года. Он занял 2 место в хит-параде альбомов Billboard Top 200. В первую неделю релиза альбома было продано более 68 тысяч копий. На текущий момент данный альбом является самым популярным альбомом группы.
Джон Купер заявил, что «Hero» не была песней для этого альбома. Она была включена в альбом лишь в марте 2010 года. Примерно в это же время альбом претерпел различные изменения. Так например, в сингле «Monster» добавили рычание, и были добавлены две дополнительные песни «Dead Inside» и «Would It Matter».
Awake имел значительную популярность не только у фанатов Skillet. Аудиозаписи «Hero» и «Monster» попадали в различные телепередачи, становились саундтреками для видео-игр. «Hero» использовалась при рекламе первого футбольного матча NFL сезона 2009 года между Pittsburgh Steelers и Tennessee Titans. Также эта песня является саундтреком видеоигры WWE SmackDown vs. Raw 2010. «Monster» была использована в эпизоде «Jason: The Pretty-Boy Bully» на MTV в «Bully Beatdown». Также она была темой для «Королевская битва (2010)» и «Ад в Клетке».
12 ноября 2010 года был выпущен мини-альбом «iTunes Session». Песни альбомов «Awake» и «Comatose» зазвучали по-новому. 21 марта 2011 года группа выпустила альбом «Awake And Remixed — EP», в который вошли ремиксы таких песен, как «Hero», «Awake and Alive», «Monster» и «Don’t Wake Me».
16 февраля 2011 года Skillet объявили, что гитарист Бен Касика покидает группу. Последний запланированный концерт он провёл 20 марта. На его место группа выбрала Джонатана Саласа. Но 9 апреля, через twitter Салас подтверждает, что покидает группу. В результате, Бен Касика временно возвращается в состав Skillet. 16 апреля в группу приходит новый музыкант Сет Моррисон. По словам Сета, играть в Skillet — это его мечта, которую он воплотил в жизнь.
Также «Awake» выиграл премию «Top Christian Album» в Billboard Music Awards 2011, а песня «Awake and Alive» стала саундтреком к фильму «Трансформеры 3: Тёмная сторона Луны».

### Rise(2012—2014)
21 июня 2011 года Купер в своём Твиттере сообщил, что группа отрепетировала некоторые песни из ожидаемого альбома.
18 июля 2012 года в интервью для RadioU, Джон Купер сказал, что на момент интервью Skillet записали шестьдесят одну демо, и что запись альбома планируется на октябрь. 14 декабря в Твиттере Джона появилась новость о том, что они уже закончили запись альбома и собираются начать миксовать его.
В интервью с CCM Magazine, Джон Купер описал свой альбом как «американские горки». Он сказал: "Новый альбом будет содержать агрессивные треки в новом для них направлении. Песни будут содержать симфонику и немного изменений . Одна из песен названа «Salvation».
В интервью Beaumont TX 26 января 2013 года Купер анонсировал альбом и сообщил, что он будет назван Rise и будет выпущен в июне 2013 года Первый сингл альбома будет выпущен в апреле 2013.
9 апреля был выпущен первый сингл из Rise, получивший название «Sick of It». Позднее за ним последовали «American Noise» (16 апреля), «Rise» (14 мая), «Not Gonna Die» (10 июня). На синглы из альбома также стали выходить клипы — 7 июня состоялась премьера клипа на «Sick of It», 3 июля — «American Noise», а 5 февраля 2014 года — «Not Gonna Die».
20 июня альбом был доступен для онлайн-покупки, на физических носителях он был выпущен на пять дней позднее.
13 октября 2014 года был выпущен эксклюзивный для европейских стран сборник Vital Signs.
16 февраля 2015 года состоялся анонс девятого студийного альбома, выход которого был запланирован на 2016 год.

### Unleashed(2016—2019)
20 мая 2016 года был выпущен сингл «Feel Invincible» из девятого студийного альбома «Unleashed». В этот же день был опубликован список песен нового альбома. 26 мая 2016 года был выпущен сингл «Stars», 29 июня 2016 состоялась премьера клипа на сингл «Feel Invincible», 8 июля 2016 года был выпущен сингл «Back From The Dead», 29 июля 2016 года — сингл «I Want To Live», 5 августа 2016 года были опубликованы все песни альбома на канале группы на сайте YouTube. 9 сентября 2016 состоялась премьера клипа на сингл «Stars», 14 марта 2017 года — премьера клипа на сингл «Back From The Dead». 17 ноября 2017 года была выпущена расширенная версия альбома Unleashed — Unleashed: Beyond.

### Victorious(2019 — 2020)
7 мая 2019 года группа выпустила первый сингл «Legendary» из их десятого альбома Victorious, релиз которого был запланирован на Atlantic Records 2 августа 2019 года. 14 июня 2019 года группа выпустила ещё два новых сингла: «Save Me» и «Anchor». 27 июня был выпущен ещё один сингл «You Ain’t Ready». Выпуск альбома состоялся 2 августа 2019 года.

### Dominion(2021 — 2023)
15 сентября 2021 года группа анонсировала свой 11 студийный альбом Dominion, релиз которого состоялся 14 января 2022 года. Также состоялась премьера лид-сингла «Surviving The Game» и видеоклипа на него.
В 2022 году Skillet в четвёртый раз возглавили тур Winter Jam.
В 2023 году группа возглавила тур Rock Resurrection вместе с Theory of a Deadman и Saint Asonia.  Весной 2023 года группа также отправилась в тур Day of Destiny по Европе с участием Like a Storm и Eva Under Fire.

### Revolution(2024 — ...)
9 Августа 2024 года группа выпустила новый сингл «Unpopular», вместе с этим произвела анонс нового альбома Revolution.

## Музыкальный стиль
На протяжении всего существования группы стиль неоднократно менялся. Первые композиции написаны в стиле пост-гранж, затем группа сместилась в индастриал-метал. Последние четыре альбома были написаны в стиле альтернативный рок.

## Гастроли группы

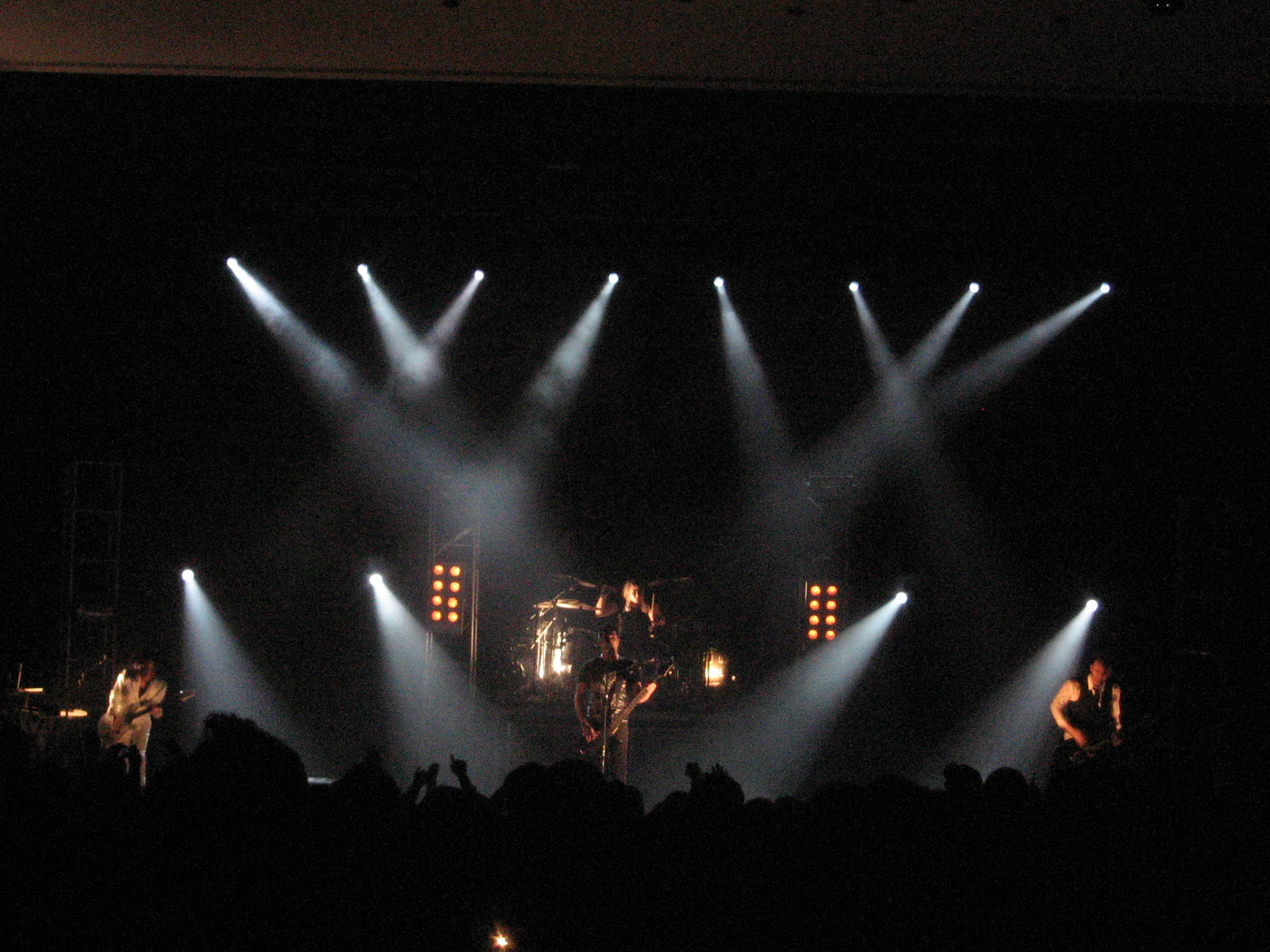
Выступление Skillet 12 апреля 2008 года в Андерсонском университете, штат Индиана.

В середине 2006 года Кори Купер перестала выступать со Skillet, поскольку была беременна. Её временно заменили два человека: Андреа Винчелл на клавишах и Крис Марвин на гитаре.
Skillet гастролировали вместе с Роном Люси (Ron Luce) и Teen Mania Ministries (Объединение Евангельских Христиан среди молодёжи) в туре «Acquire The Fire», на территориях США и Канады, в 2007 году. По возвращении они планировали с группой Flyleaf возглавить совместный тур «Justice & Mercy», однако он был отменён после нескольких выступлений, поскольку у вокалистки Flyleaf — Лейси Штурм (Мосли) возникли проблемы с голосом. Затем они выступили с программой «Luce’s Global Expedition» организованной Teen Mania Ministries в летней поездке с подростками в Мексику. В 2008 году Skillet вновь поучаствовали в туре «Acquire The Fire».
Осенью 2007 года Skillet присоединились к гастролям групп Breaking Benjamin, Three Days Grace, и Seether. Позже Skillet отправились в собственный «Comatose Tour» вместе с Thousand Foot Krutch, и в рамках данного тура посетили около 30 городов. Он начался 28 марта и закончился 11 мая 2008 года. С апреля по июнь 2009 года, вместе с Decyfer Down и Disciple, Skillet снова отправляются в тур, который был назван «Comatose Tour 2009» (как продолжение «Comatose Tour» 2008 года).
Осенью 2009 года Skillet начали гастролировать с Hawk Nelson, Decyfer Down, и The Letter Black в поддержку их нового альбома «Awake». «Awake and Alive» тур охватил 52 города и проходил с октября по январь.

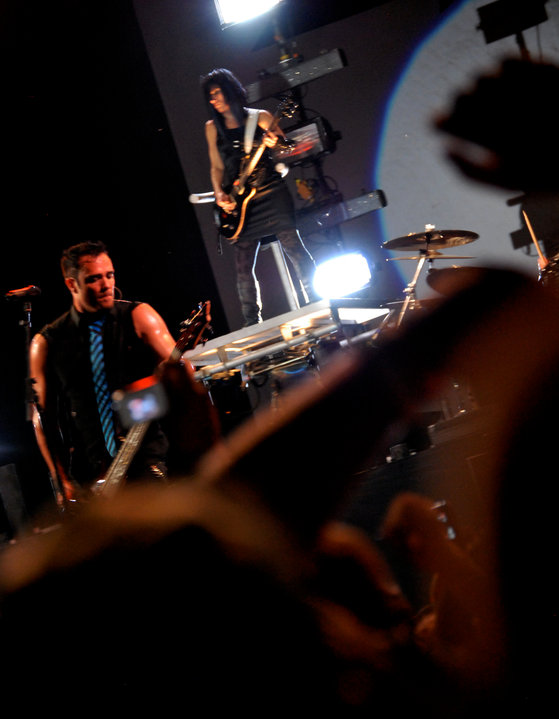
Выступление Skillet 1 июля 2010 года на «Cornerstone Festival» (штат Иллинойс).

Skillet участвовали в фестивале христианской рок музыки под названием «Night of Joy Christian Rock» (Ночь радости христианского рока), организованной The Walt Disney Company в 2009 году. В этом же году группа, впервые за пять лет, не приняла участия в концерте «Rock the Universe» в Орландо из-за загруженности графика. Однако в следующем году Skillet приняли участие в этом фестивале. Skillet, вместе с группами Jeremy Camp, Kutless, Hawk Nelson, Disciple, Decyfer Down выступили на музыкальном фестивале под названием «Awakening Music Festival» в Лисберге, штат Вирджиния.
В январе 2010 года они гастролировали с Puddle Of Mudd и Shinedown по восточному побережью США. Позже этот тур получил название «Awake Tonight Tour», в честь названий новых альбомов обеих групп. House of Heroes участвовали в этом туре на разогреве.
С апреля по май группа продолжила свой «Awake and Alive tour» вместе с группами The Letter Black и Red. В апреле было также объявлено, что Skillet будет выступать с Creed и Theft с августа по сентябрь 2010 года. В октябре группа участвовала гвоздём программы вместе с Papa Roach в «Monsters of Annihilation Tour». Trapt и My Darkest Days также были участниками тура. С ноября по декабрь 2010 года Skillet в «Winter Wonder Slam tour» вновь совместно выступали с TobyMac. 4 июля Skillet выступали на «Creation Festival East» и Джон Купер назвал это выступление лучшим шоу за всю историю карьеры.
Турне началось в конце марта 2011 года и завершилось 1 мая в Анкасвилле, штат Коннектикут. Также в туре приняли участие группы Halestorm и Art of Dying. У Skillet был небольшой интернациональный тур с января по февраль 2011 года, в котором они посетили Новую Зеландию, Австралию и Японию.
23 ноября 2011 года Skillet впервые выступили на Украине в Киеве.
В конце ноября 2011 года Skillet впервые посетили с концертами Россию (25-26 ноября — Москву, 27 ноября — Санкт-Петербург, 29 ноября — Калининград). Также в Москве и Калининграде были проведены раздача автографов и фотосессия.
7 августа 2013 года Skillet выступили на фестивале KUBANA в Анапе, после чего у них начался гастрольный тур по России. C 30 ноября по 8 декабря 2013 у них также был тур по России. Они выступили в таких городах, как Москва, Санкт-Петербург, Екатеринбург, Нижний Новгород, Новосибирск и Красноярск.
22 июня 2014 года Skillet выступили в Краснодаре, 23 июня в Ростове-на-Дону, 24 июня в Воронеже в качестве хедлайнеров в рамках фестиваля Rock’n’Park 2.
27 июня 2014 года Skillet выступали на фестивале Park live в Москве.
3 и 4 ноября 2014 года группа начала свой Российский тур с концертов в Москве. 5 ноября 2014 года группа посетила Нижний Новгород. 7 ноября 2014 года группа посетила Казань. 8 ноября 2014 года группа посетила Самару. Также 10 ноября Skillet посетили Новосибирск, 12 ноября — Екатеринбург, а 14 ноября 2014 Санкт-Петербург. 22 ноября 2016 года Skillet также посетили Санкт-Петербург и дали концерт в клубе А2 Green Concert. 23 ноября 2016 группа посетила Москву.
12 июня 2016 года Skillet выступили на фестивале Pinkpop.
С 8 по 28 апреля 2019 года прошёл тур по России из 13 городов.

## Дискография
| Название                  | Дата выхода     |
| ------------------------- | --------------- |
| Skillet                   | 29 октября 1996 |
| Hey You, I Love Your Soul | 21 апреля 1998  |
| Invincible                | 1 февраля 2000  |
| Alien Youth               | 22 августа 2001 |
| Collide                   | 18 ноября 2003  |
| Comatose                  | 3 октября 2006  |
| Awake                     | 25 августа 2009 |
| Rise                      | 25 июня 2013    |
| Unleashed                 | 5 августа 2016  |
| Victorious                | 2 августа 2019  |
| Dominion                  | 14 января 2022  |
| Revolution                | 1 ноября 2024   |

## Состав группы
| Текущий - Джон Купер — ведущий вокал, бас-гитара, акустическая гитара (1996 — текущее время); клавишные (1996—1999) - Кори Купер — клавишные, ритм-гитара, синтезаторы, бэк-вокал (1999 — текущее время) - Джен Леджер — ударные, бэк и иногда ведущий вокал (2008 — текущее время) - Сет Моррисон — соло-гитара (2011 — текущее время); бэк-вокал (2019 — текущее время) Бывшие участники - Кен Стюартс — соло и ритм-гитара (1996—1999) - Кевин Халанд — соло-гитара (1999—2001) - Бен Касика — соло-гитара (2001—2011) - Джонатан Салас — соло-гитара (март — апрель 2011) - Трей МакЛаркин — ударные, бэк-вокал (1996—2000) - Лори Петерс — ударные (2000—2007) | Текущий концертный и сессионный участники - Тейт Олсен — скрипка (2008 — текущее время) Бывшие концертные и сессионные участники - Билли Доусон — ритм-гитара (2000) - Фейт Стерн — клавишные, вокал (2002—2003) - Крис Марвин — ритм-гитара, бэк-вокал (2002—2003, 2005—2006) - Андрэа Винчелл — клавишные (2005—2006) - Джонатан Чу — скрипка (2008—2016) - Скотти Рок — бас-гитара (2009—2011) - Дрю Гриффин — скрипка (2017) - Лейси Штурм — вокал (несколько концертов 2019, исполняла вокальные партии Леджер, когда та была занята собственным проектом Ledger) - Джароб Брамлетт — ударные (несколько концертов 2019, играл на ударных вместо Леджер, когда та была занята собственным проектом Ledger) |